# Rhysodesmus simplex
Rhysodesmus simplex är en mångfotingart som beskrevs av Loomis 1966. Rhysodesmus simplex ingår i släktet Rhysodesmus och familjen Xystodesmidae. Inga underarter finns listade i Catalogue of Life.